# Puente Nacional (Veracruz)
Puente Nacional es la cabecera del municipio homónimo, ubicado en el estado de Veracruz en México. El municipio limita con los de Totutla, Actopan, La Antigua, Paso de Ovejas, Úrsulo Galván y el puerto de Veracruz. 
Este municipio nació por decreto el 25 de octubre de 1892, en el que se ordena que la cabecera municipal se debió establecer en El Crucero; se dice que los poderes estuvieron en diferentes congregaciones entre las que se encuentran Chichicaxtle como cabecera municipal y aunque el palacio ostenta la fecha de 1911, no es sino por decreto del año de 1938 cuando ya se asienta definitivamente en Puente Nacional. 
Esta jurisdicción tiene una superficie de 133,13 km², cifra que representa un 0,46% total del estado y se comunica por las carreteras federales 140 Veracruz-Puebla vía Xalapa y 180 Veracruz-Tampico, además de la carretera federal secundaria Huatusco-Conejos, conectando con la zona centro-montañosa del estado, interaccionando con varias brechas de terracería que comunican al interior del municipio con la cabecera municipal. El gobierno del general Lázaro Cárdenas del Río construyó la carretera nacional México-Xalapa-Veracruz, dando al poblado de Puente Nacional una envidiable comunicación al pasar la carretera por su territorio.
El municipio presenta un clima cálido en la mayor parte del año, presentando un rango promedio de temperatura de 20 °C - 26 °C y un intervalo de precipitación anual de 900 a 1600 mm, propicio para el desarrollo de la ganadería y la agricultura, siendo los principales productos regionales el chile serrano, la papaya tipo maradol y la caña de azúcar.
El municipio es atravesado por el río Los Pescados (antes llamado Huitzilapan) y sus afluentes (como el Santa María), el cual es tributario del río la Antigua, ideal para practicar actividades deportivas como el rafting o el canotaje.
El territorio comprendido por el actual municipio tuvo gran importancia durante los siglos XVIII y XIX, ya que por él pasaba el camino real que comunicaba a la ciudad y puerto de Veracruz con la ciudad de México. El trazo de esta vía de comunicación fue retomada por carreteras posteriores y mantiene un intenso tránsito por visitantes locales y nacionales. El ferrocarril también surca este municipio desde el siglo XIX.

## Sitios de interés
En el sitio precolombino de Oceloapan, conocido actualmente como El Boquerón, destaca un gran edificio dedicado a Ehécatl, dios mexica del Viento. Este asentamiento arqueológico, que data del periodo postclasico tardío (1200-1521 d. C.), se encuentra junto al río Huitzilapan (rio La Antigua).
También es digna de conocerse la Atalaya de la Concepción, fortificación militar construida para defender el paso del Puente del Rey. Esta posición estratégica, ubicada en lo alto de una elevación topográfica contigua al río de La Antigua, fue construida por el brigadier venezolano Fernando Miyares y Mancebo, en acato a las órdenes de la Corona Española, para garantizar el tránsito por el camino real, pero en tiempos de la guerra de Independencia fue tomada temporalmente por el héroe insurgente Guadalupe Victoria. Los restos de estas construcciones fueron restaurados entre 2002 y 2003 por investigadores de la Universidad Veracruzana. Al otro lado del río están las ruinas de las trincheras de Fernando VII de España, emplazadas en tiempos de la guerra de Independencia, pero actualmente solo permanecen los cimientos y restos de los paredones del polvorín y el puesto de mando que se emplazó para defender el fuerte.
El Puente del Rey, hoy Puente Nacional, es una magna construcción que permite salvar el río La Antigua. Fue construida en la primera década del siglo XIX por los hermanos José y Manuel Rincón, como parte del plan de mejoramiento del camino real, elaborado a principios del siglo XIX por el Ingeniero Diego García. Se dice que el puente fue diseñado por el célebre arquitecto Manuel Tolsá, quien es el autor de los planos del Palacio de Minería y la famosa escultura conocida como la estatua de El Caballito. Pero en el caso del "Puente del Rey" no hay evidencia contundente que permita atribuirle la autoría al intelectual valenciano. Esta obra monumental fue pintada en la primera mitad del siglo XIX por artistas de la talla de Mauricio Rugendas o el Barón de Courcy. Su espectacularidad llamó la atención de escritores renombrados, como la Marquesa Calderón de la Barca y William Bullock. 
En la cabecera municipal se localiza un sitio prehispánico parcialmente explorado por la Facultad de Antropología de la Universidad Veracruzana, y cuyo auge puede fecharse entre los años 300 a. C. y 600 d. C. A su vez cerca de los poblados de El Crucero, El Cedro, Coyolar y Potrerillos hay asentamientos arqueológicos con canchas para la práctica del juego de pelota ritual. En la cañada de Rincón Panal hay numerosas manifestaciones de pintura rupestre los cuales se conservan hasta nuestros días.
También en la cabecera municipal, otro sitio de interés es el casco de una hacienda (llamada localmente "Paso de Varas"), construcción del siglo XIX que en una época perteneció al general Antonio López de Santa Anna; en este edificio se filmaron algunas locaciones de la película "Alteza Serenísima", del cineasta español Felipe Cazals. Actualmente dicha hacienda se encuentra cerrada al público, pudiendo ser visitados de forma libre, los antiguos restos de sus caballerizas.
De forma contigua a este lugar, se encuentra el cuartel de Santa Anna, que formaba parte del sistema de defensa para resguardar la ruta que originalmente siguió el camino real entre Veracruz y Ciudad de México, y que luego fue la vía de acceso más importante de la república. La importancia de estas edificaciones se relaciona con la cercanía al punto estratégico donde convergen dos rutas alternativas: una que comunica a Paso de Ovejas, y la otra que procede de La Antigua.
Otro sitio digno de ser visitado es El Crucero, poblado que alguna vez fue cabecera municipal y que conserva buena parte de su antigua arquitectura vernácula.
La cercana población de Chichicaxtle es considerada como uno de los puntos más importantes para observar el paso de numerosas parvadas de aves rapaces, que migran anualmente desde América del Norte hacia el sur. Esta ruta es sumamente reconocida por ornitólogos canadienses, estadounidenses y mexicanos

## Presidentes Municipales de Puente Nacional (1908-2025)
- 1° Herlindo López (1908)
- 2° Carlos Corral (1911)
- 3° Francisco Salamanca (1915)
- 4° Félix Acosta (1920)
- 5° Ignacio Lozano (1921)
- 6° Apolinar Amaya (1922)
- 7° Silvino Acosta (1923)
- 8° Alfonso Lagunes (1923)
- 9  Serapio Lagunes (1924)
- 10° Cayetano Murcia (1926-1927)
- 11° Antonio Hernández (1928)
- 12° Marcelino López (1928-1929)
- 13° Manuel Hernández (1930-1931)
- 14° Gaudencio Murga (1932-1933)
- 15° Pedro Leal Aguilar (1934-1935)
- 16° Ambrosio Hernández (1936-1937)
- 17° Otilio Hernández Morales (1938-1939)
- 18° Facundo Alemán (1940)
- 19° José Rodríguez Guerra (1941-1942)
- 20° José García Rodríguez (1942-1943)
- 21° Claudio Lozano Báez (1944-1946)
- 22° Octaviano Tostado Conde (1946-1949)